# Старикова, Валентина Ивановна
Валентина Ивановна Старикова (род. 24 февраля 1949, Уфа, БАССР) — российская пианистка, деятель искусства, музыкальный педагог. Заслуженный работник культуры Республики Башкортостан, доцент Башкирского государственного педагогического университета им. М. Акмуллы, лауреат международных и всероссийских конкурсов, преподаватель Среднего специального музыкального колледжа РБ.

 Член жюри ряда международных музыкальных конкурсов.

## Биография
Начальное музыкальное образование получила в классе М. В. Шаталовой. Обучалась в Уфимском училище искусств, в классе Валерия Петровича Стародубровского, ученика Г. Нейгауза. Высшее образование получила в УГИИ (класс Александра Давыдовича Франка) в 1973 году. Преподавала в УГИИ, продолжает педагогическую работу в БГПУ им. М. Акмуллы и ССМК РБ.

## Творческая и педагогическая деятельность
Принадлежит к числу ведущих фортепианных педагогов-методистов России. За время работы воспитала более 60 лауреатов международных и всероссийских конкурсов, в их числе заслуженный артист РФ Сергей Чипенко, заслуженные работники культуры РБ Ильдар Хисамутдинов, Татьяна Лонщакова и Александра Воротник, пианисты Ли Сион (обладательница гран-при музыкального конкурса им. Й. Гайдна — Вена, Австрия) и Денис Хусаинов (обладатель Золотой медали Международных Дельфийских игр, лауреат I премии конкурса имени Константина Игумнова). Её выпускники преподают и концертируют во многих городах Башкирии, всей России, ближнего и дальнего зарубежья. Является сооснователем и педагогом школы-студии «Музыка для всех»

Входит в состав жюри международных музыкальных конкурсов пианистов, таких как Международный конкурс пианистов и фортепианных ансамблей им. Скавронского, им. А. Д. Франка, конкурсов-фестивалей «На крыльях таланта» и «Йондоз Иле», постоянный участник и соорганизатор научных конференций, мероприятий Международного форума «Искусство и образование-XXI». Проводит свои мастер-классы в России и за рубежом (Индия, Южная Корея). Автор множества методических публикаций в области обучения искусству фортепианной игры.

 Постоянный партнер международного фонда Владимира Спивакова

## Оценки деятельности
Юрий Слесарев, народный артист РФ, профессор МГК им. Чайковского:
```
 "Мне доводилось слышать многих учеников Валентины Ивановны как на конкурсах, так и на мастер-классах, кроме того — на уроках в классе специального фортепиано, и я убеждён, что их высокий профессиональный уровень — это результат кропотливого труда талантливого педагога, каким я безусловно считаю Старикову. Её педагогическое мастерство и научно-методическая обеспеченность позволяют ей самой проводить мастер-классы и консультации для преподавателей фортепиано всех звеньев образования — школ, училищ, вузов. От коллег всегда слышу хорошие отзывы об этих мероприятиях. В моём классе в Московской консерватории и ЦССМШ обучались ученики Стариковой (в частности — Денис Хусаинов и Галина Минибаева), поэтому я особенно хорошо знаю высокое качество её работы как преподавателя".
[
2
]
```

Является обладателем Гранта фонда «Русское исполнительское искусство».

## Награды и звания
Лауреат международных, всероссийских и республиканских конкурсов, заслуженный работник культуры Республики Башкортостан, награждена знаком «За отличную работу» Министерства культуры СССР. В 2012 году за подготовку ученицы Ли Сион, получившей гран-при, решением международного жюри награждена специальным дипломом «Лучший учитель»